# Xabi Alonso
Xabier Alonso Olano (Tolosa, 25. studenog 1981.) španjolski je nogometni trener, bivši nogometaš i bivši reprezentativac koji je nastupao na poziciji veznog. Trenutačno je trener madridskog Reala.

## Klupska karijera
Karijeru je započeo u Real Sociedadu. Otišao je u Liverpool u kolovozu 2004. za 10,5 milijuna funti. U Liverpoolu osvaja UEFA Ligu prvaka. U tom finalu protiv AC Milana on je postigao zgoditak za 3-3 što je Liverpool odvelo u produžetke, a poslije i do pobjede. Na početku sezone 2009./10. prelazi u madridski Real za 30 milijuna funti što ga je učinilo četvrtim najskupljim veznjakom na svijetu. U Realu je igrao većinom na poziciji zadnjeg veznog te je vrlo siguran igrač. U Realu je bio zamjenik kapetana Ikera Casillasa zajedno sa Sergiom Ramosom. U kolovozu 2014. prelazi u Bayern München.

## Reprezentacija
Sudjeluje na EP 2004., 2008. i 2012. te na SP 2006., 2010. i 2014. Osvaja zlato na EP 2008. u Austriji i Švicarskoj i na EP 2012. u Ukrajini i Poljskoj te je osvajač SP 2010. u Južnoafričkoj Republici.
| Reprezentacija | Sezona | Pojavljivanja | Golovi |
| -------------- | ------ | ------------- | ------ |
| Španjolska     |        |               |        |
| 2002./03.      | 5      | 0             |        |
| 2003./04.      | 11     | 0             |        |
| 2004./05.      | 6      | 0             |        |
| 2005./06.      | 11     | 1             |        |
| 2006./07.      | 6      | 0             |        |
| 2007./08.      | 14     | 2             |        |
| 2008./09.      | 12     | 4             |        |
| 2009./10.      | 13     | 2             |        |
| 2010./11.      | 10     | 1             |        |
| 2011./12.      | 16     | 3             |        |
| 2012./13.      | 5      | 0             |        |
| 2013./14.      | 5      | 1             |        |

## Trofeji
Liverpool
- UEFA Liga prvaka: 2005.

- FA kup: 2006.

- Engleski liga kup: 2006.

Real Madrid
- La Liga: 2011./12.

- Kup kralja: 2011., 2014.

- Španjolski superkup: 2012.

- Liga prvaka: 2014.

- UEFA Superkup: 2014.

Španjolska
- Svjetsko nogometno prvenstvo: 2010.

- Europsko nogometno prvenstvo: 2008., 2012.

Pojedinačno
- Don Balón, nagrada za najboljeg igrača Primere 2003.

## Vanjske poveznice
- Profil na transfermarkt.co.uk